# SUNCTUARY
『SUNCTUARY』（サンクチュアリー）は、SpecialThanksの4thアルバム。2020年4月22日発売。

## 概要
前作『HEART LIGHT』から約2年ぶりとなるアルバム。全11曲を収録。

アルバムタイトルの『SUNCTUARY』は、メンバー内で使っていた「ありがとう」を意味する「サンクチュアリー」という言葉に由来する。

過去のアルバムは、毎回「太陽」をモチーフにしていたことから「sanctuary」の「san」を「sun（太陽）」に変えている。。

## 収録曲

### CD
- All Songs & Lyrics by Misaki

1. ムーブメント (3:01)
2. Wake up! Crazy man! (2:51)
3. ミラコーナイト (3:35)
4. 光に変えて (3:09)
5. dreaming (1:46)
6. Nonobaby (3:29)
7. 7777 (2:29)
8. 明日も明後日も (2:51)
テレビ東京 ドラマ25「 捨ててよ、安達さん。」エンディングテーマ曲
9. day&night (3:05)
10. Spring Has Come (1:50)
11. MY SWEET BOY (2:49)

### DVD
- 2019.7.27に東京 新代田Feverにて行われた結成10周年記念ワンマンライブの模様を全9曲収録

1. You say GOOD BYE
2. NEVER GIVE UP
3. SECRET GIRL
4. FOR
5. Getting on
6. Lost Your Room
7. ハートライト
8. 午走-umahashiru-
9. HELLO COLORFUL